# 植村泰朝
植村 泰朝（うえむら やすとも）は、江戸時代前期の旗本。
寛永12年（1635年）、父・植村泰勝の死去により家督を継ぐ。その際、浄林寺を現在の場所に移設して、父の幼名の覚翁丸から取って出水山覚翁寺と改称し、菩提寺とした。
駿府加番、大坂加番などを歴任し、正保2年（1645年）、大番頭に昇進した。
子の忠朝はさらに加増され、大名に列している。